# Veliki Gornji Nil
Veliki Gornji Nil  je jedna od triju velikih povijesnih regija Južnoga Sudana. Ime je dobila po rijeci Bijeli Nil, čiji gornji tok prolazi ovom regijom.

## Zemljopis
Regija se sastoji od triju južnosudanskih država:
1. Jonglei
2. Unity
3. Gornji Nil

Graniči s Etiopijom na istoku i Sudanom na sjeveru. Također graniči s ostalim dvjema velikim povijesnim regijama -  Equatoriom na zapadu i Bahr el Ghazalom jugu.

## Povijest
Većina Gornjeg Nila, kao regija, se odcijepila od Sudana 9. srpnja 2011., zajedno s druge dije južnosudanske regije Bahr el Ghazal i Equatoria. Te tri regije sada čine Južni Sudan.